# Princesas (película)
Princesas es una película española de 2005, dirigida por Fernando León de Aranoa.

## Reparto
- Candela Peña como Caye
- Micaela Nevárez como Zulema
- Mariana Cordero como Pilar
- Llum Barrera como Gloria
- Violeta Pérez como Caren
- Mónica Van Campen como Ángela
- Flora Álvarez como Rosa
- María Ballesteros como Blanca
- Alejandra Lorente como Mamen
- Luis Callejo como Manuel
- Alberto Ferreiro como Voluntario
- Marco Martínez como Adolescente
- Pepa Aniorte como Alicia

## Argumento
Cuenta la historia de dos prostitutas amigas, Caye, española, y Zulema, inmigrante de origen dominicano, y las dificultades que entraña su modo de vida, así como la tensión en el colectivo de prostitutas entre las españolas y las inmigrantes.

## Palmarés cinematográfico
Goyas 2005
| Categoría                         | Persona                                        | Resultado |
| --------------------------------- | ---------------------------------------------- | --------- |
| Mejor película                    | Mejor película                                 | Nominada  |
| Mejor actriz                      | Candela Peña                                   | Ganadora  |
| Mejor actriz revelación           | Micaela Nevárez                                | Ganadora  |
| Mejor actor revelación            | Luis Callejo                                   | Nominado  |
| Mejor guion original              | Ángel Fernández Santos Fernando León de Aranoa | Nominado  |
| Mejor canción («Me llaman Calle») | Manu Chao                                      | Ganadora  |
| Mejor diseño de vestuario         | Gina Daigeler                                  | Nominada  |
| Mejor maquillaje y peluquería     | Nacho Ruiz Carlos Hernández                    | Nominados |
| Mejor sonido                      | M. Rejas A. Raposo P. Aledo                    | Nominados |

Medallas del Círculo de Escritores Cinematográficos de 2005
| Categoría            | Persona                           | Resultado |
| -------------------- | --------------------------------- | --------- |
| Mejor película       | Mejor película                    | Nominada  |
| Mejor director       | Fernando León de Aranoa           | Nominado  |
| Mejor actriz         | Candela Peña                      | Ganadora  |
| Mejor música         | Alfonso de Vilallonga y Manu Chao | Nominados |
| Mejor guion original | Fernando León de Aranoa           | Nominado  |

## Rodaje
Fernando León de Aranoa filmó Princesas en Madrid. Algunas escenas recorren la Casa de Campo de dicha ciudad.